# Comedy Central Roast
Comedy Central Roasts («Прожарь звезду») — американская юмористическая передача на телеканале Comedy Central, в которой звёзды шоу-бизнеса высмеивают (прожаривают) другую специально приглашённую звезду, а также друг друга. Особенностью «прожарки» являются жестокие, неэтичные шутки без каких-либо ограничений.

## История
В период с 1998 по 2002 год, Comedy Central выпускал ежегодную «прожарку» из клуба «New York Friars»:
- 1998 — Дрю Кэри, роастмастер Райан Стайлс
- 1999 — Джерри Стиллер, роастмастер Джейсон Александер
- 2000 — Роб Райнер, роастмастер Майк МакКин
- 2001 — Хью Хефнер, роастмастер Джимми Киммел
- 2002 — Чеви Чейз, роастмастер Пол Шаффер

После того как пятилетний договор с клубом истёк, сеть начала производить свои собственные «прожарки» в таком же духе. Первым был «поджарен» Денис Лири (программа была спродюсированна компанией Лири «Apostle»), шоу было показано 10 августа 2003 года и стало самой популярной программой в истории канала, за исключением эпизодов «South Park».
Некоторые из «прожаренных» обозначили темы, на которые не должно быть шуток в шоу с их участием. Так например, Памела Андерсон запретила шутить о том, что инфицирована гепатитом C, Джоан Риверз о её дочери Мелиссе. Другие же, например Дэвид Хассельхофф, не ввели никаких ограничений на темы «прожарки». Несмотря на то, что Чарли Шин изначально не озвучил каких-либо ограничений, позже, во время интервью с Джеем Лено, он рассказал, что попросил вырезать из программы шутки о его матери.
Во время «прожарки» Чарли Шина Стив-О произнёс: «В последний раз так много ничтожеств были прожарены, когда играли „Great White“», шутка была снята с эфира по требованию самого Стива-О.
Во время «прожарки» Розанны Барр Джефф Росс сравнил другого «прожарщика» Сета Грина с Джеймсом Холмсом, совершившего массовое убийство в городе Орора в 2012 году. Шутка также была удалена.

## Прожарки
| Прожариваемый     | Ведущий прожарщик/роастмастер            | Прожарщики | Зрители США (миллионы) | Дата выхода      |
| ----------------- | ---------------------------------------- | --- | ---------------------- | ---------------- |
| Денис Лири        | Джефф Гарлин                             | Джим Брюер, Марио Кантоне, Ленни Кларк, Doctor Dré, Дейн Кук, Ник ди Паоло, Адам Феррара, Майкл Джей Фокс, Питер Галлахер, Дон Гэйвин, Джина Гершон, Гилберт Готтфрид в образе Дениса ирландского волкодава, Эд Лавер, Джо Мантенья, Конан О’Брайен, Колин Куинн, Рене Руссо и Кристофер Уокен | 3,2                    | 10 августа 2003  |
| Джефф Фоксуорти   | Билл Ингвалл, Рон Уайт и Ларри-кабельщик | Ник ди Паоло, Лиза Лампанелли, Грег Джиральдо, Колин Куинн, Денис Лири, Джей Мор, Стив Бриджес в образе президента США Джорджа Буша, младшего, Кристиан Финнеган, Гилберт Готтфрид в образе коровы Джеффа, Хайди Клум, Патрис О’Нил, Анна Николь Смит и Джи-И Смит | 6,2                    | 20 марта 2005    |
| Памела Андерсон   | Джимми Киммел                            | Кортни Лав, Адам Каролла, Беатрис Артур, Ник ди Паоло, Грег Джиральдо, Элон Голд, Эдди Гриффин, Леди Банни, Лиза Лампанелли, Томми Ли, Джефф Росс, Сара Сильверман, Энди Дик. В предпрограммной записи шоу появились Дэвид Спейд и Хью Хефнер Известные зрители: Анна Николь Смит, Деннис Родман | 4,3                    | 14 августа 2005  |
| Уильям Шетнер     | Джейсон Александер                       | Энди Дик в образе «любимого ребёнка» капитана Кирка и Спока, Фэрра Фосетт, Грег Джиральдо, Лиза Лампанелли, Арти Ланге, Нишель Николс, Паттон Освальт, Кевин Поллак, Джефф Росс, Джордж Такеи, Бетти Уайт и Фред Уиллард В специальной предпрограммной записи шоу появились Леонард Нимой, Сандра Буллок, Бен Стиллер, Сара Сильверман, Джимми Киммел и Клинт Ховард Известные зрители: Эдриан Змед, Дэвид Кэррадайн, Роджер Корман, Брент Спайнер, Джери Райан, Рене Обержонуа, Розалинд Чао, Марк Вэлли, Кэрри Фишер, Скотт Хамильтон, Брэд Пейсли, актёры сериала «Рино 911!» Седрик Ярброу, Ниси Нэш и Брайан Посен                                   | 3,6                    | 20 августа 2006  |
| Flavor Flav       | Кэтт Уильямс                             | Ice-T, Джимми Киммел, Snoop Dogg, Грег Джиральдо, Паттон Освальт, Лиза Лампанелли, Джефф Росс, Кэррот Топ, Sommore и Бриджитт Нильсен Известные зрители: Flavor of Love, Рон Джереми, Лунелл, Ред Грант, Скотт Эдсит из сериала «Студия 30», Николь Остин, Корделл Стюарт, Дерек Паркер, Деннис Хоф и Чайна | 3,8                    | 12 августа 2007  |
| Боб Сагет         | Джон Стэймос                             | Сюзи Эссман, Грег Джиральдо, Брайан Посен, Джим Нортон, Джефф Гарлин в образе Соула Шварца, вымышленного исполнительного продюсера сериала «Полный дом» (хотя он вышел из образа в конце шоу), Гилберт Готтфрид, Джон Ловитц, Норм МакДональд, Клорис Личмен и Джефф Росс. В предпрограммной записи шоу появились Сара Сильверман, Льюис Блэк и Дон Риклс Известные зрители: актёры сериала «Полный дом» Лори Локлин, Джоди Суитин и Дейв Кулье, а также Алан Тик, Рекс Ли, Скотт Бакула и Алонзо Бодден | 2,2                    | 16 августа 2008  |
| Ларри-кабельщик   | Лиза Лампанелли                          | Ник ди Паоло, Джефф Фоксуорти, Грег Джиральдо, Тоби Кит, Джефф Росс, Рено Колье, Морин МакКормик, Уоррен Сэпп и Гэри Бьюзи. Билл Ингвалл появился в предпрограммной записи шоу | 4,1                    | 16 марта 2009    |
| Джоан Риверз      | Кэти Гриффин                             | Карл Райнер, Гилберт Готтфрид, Марио Кантоне, Уитни Каммингс, Том Арнольд, Брэд Гарретт, Робин Куиверс, Грег Джиральдо, Дон Риклс и Джефф Росс. Дональд Трамп появился в предпрограммной записи шоу. Мелисса Риверз вышла из зрительного зала, что бы «пождарить» свою мать Известные зрители: Мелисса Риверз, Майкл Си Холл, Дженнифер Карпентер, Алан Тик, Ти Джей Миллер, Крис Прэтт и Анна Фэрис | 2,8                    | 9 августа 2009   |
| Дэвид Хассельхофф | Сет Макфарлейн                           | Джефф Росс, Памела Андерсон, Лиза Лампанелли, Халк Хоган, Джерри Спрингер, Уитни Каммингс, Грег Джиральдо, Джордж Хэмилтон и Гилберт Готтфрид. Шэрон Осборн и Пирс Морган появились в предпрограммной записи шоу. Уильям Дэниелс в роли голоса КИТТ из сериала «Рыцарь дорог» Известные зрители: Джон Слэттери, Крэйг Робинсон, Кристина Милиан, дочери Хассельхоффа Хэйли и Тэйлор, сын Хогана Ник и коллеги по сериалу «Спасатели Малибу» Александра Пол, Николь Эггерт, Джина Ли Нолин, Трейси Бингэм, Анжелика Бриджес и Джереми Джексон | 3,5                    | 15 августа 2010  |
| Дональд Трамп     | Сет Макфарлейн                           | Уитни Каммингс, Лиза Лампанелли, Джефф Росс, Марли Мэтлин (со своим сурдопереводчиком Джеком Джейсоном), Гилберт Готтфрид, Энтони Джеселник, Ларри Кинг, Snoop Dogg и Майк «The Situation» Соррентино Известные зрители: Меланья Трамп, Иванка Трамп, Ice-T, Расселл Симмонс, Джон Ледженд, Линдси Лохан, Джоэл Мэдден, Дэвид Фостер и Мэттью МакКонахи | 3,5                    | 15 марта 2011    |
| Чарли Шин         | Сет Макфарлейн                           | Майк Тайсон, Джефф Росс, Энтони Джеселник, Стив-О, Уильям Шетнер, Кейт Уолш, Джон Ловитц, Патрис О’Нил и Эми Шумер Известные зрители: Брук Мюллер, Аарон Пол, Мария Менунос, Корбин Бернсен, Дуэйн Ли Чепмен, Майкл Ботмэн, Кристин Каваллари, Патрик Уорбертон, Ричард Кайнд и Слэш | 6,4                    | 19 сентября 2011 |
| Розанна Барр      | Джейн Линч                               | Джефф Росс, Кэти Сагал, Кэрри Фишер, Эллен Баркин, Энтони Джеселник, Сет Грин, Эми Шумер, Уэйн Брэди и Гилберт Готтфрид, а также неожиданно появившийся на сцене бывший муж Розанны Том Арнольд Известные зрители: Сара Чок, Блэйк Андерсон, Алисия Горансон, Майкл Фишман, Крис Колфер и Фред Уиллард | 2,6                    | 12 августа 2012  |
| Джеймс Франко     | Сет Роген                                | Азиз Ансари, Билл Хейдер в образе Президента Голливуда, Джона Хилл, Ник Кролл, Наташа Леггеро, Джефф Росс, Энди Сэмберг и Сара Сильверман | 3,1                    | 2 сентября 2013  |
| Джастин Бибер     | Кевин Харт                               | Ганнибал Бёресс, Джефф Росс, Марта Стюарт, Snoop Dogg, Ludacris, Шакил О'Нил, Крис Д’Элия, Наташа Леггеро, Пит Дэвидсон и Уилл Феррелл в образе Рона Бургунди Известные зрители: Дэйв Шаппелл, Тито Ортис, Джон Ледженд, Крисси Тейген, Кендалл Дженнер, Джек Гилински, Мэттью Эспиноза, Блэйк Андерсон, Кэтрин МакФи, Кортни Кардашян, Кейт Уолш, Крис Пол, Тревор Ной, Сара Тиана, Ларисса Марольт, Карли Рэй Джепсен, Джейден Смит и Кайл Кинэйн | 4,4                    | 30 марта 2015    |
| Роб Лоу           | Дэвид Спейд                              | Джимми Карр, Энн Коултер, Пит Дэвидсон, Никки Глейсер, Джуэл, Ральф Мачио, Пейтон Мэннинг, Роб Риггл и Джефф Росс. Эми Полер появилась в предварительно записанном сегменте Известные зрители: Мария Шрайвер, Патрик Шварценеггер, Ник Свардсон, Фред Сэвидж, Чад Лоу, Кейт Уолш, Робби Уильямс, Брэндон Флауэрс и Марли Мэтлин | 2,3                    | 5 сентября 2016  |
| Брюс Уиллис       | Джозеф Гордон-Левитт                     | Никки Глейсер, Лил Релл, Дом Иррера, Эдвард Нортон, Кевин Поллак, Деннис Родман, Джефф Росс, Сибилл Шеперд и Марта Стюарт. В качестве сюрприза было неожиданное появление Деми Мур, которая вышла «прожарить» своего бывшего мужа. Известные зрители: Дэвид Хассельхофф, Мэгги Кью, Сет Грин, Маккензи Дэвис, Эмма Хеминг-Уиллис, Дульсе Слоун и Румер Уиллис. | 2,8                    | 29 июля 2018     |
| Алек Болдуин      | Шон Хейс                                 | Роберт де Ниро, Блэйк Гриффин, Кейтлин Дженнер, Крис Редд, Джефф Росс, Кен Джонг, Никки Глейсер, Кэролайн Рей, Адам Каролла и Айрленд Болдуин. Известные зрители: Дэвид Спейд, Ларри Дэвид и Дакота Джонсон. Дебра Мессинг была первоначально объявлена как роастмастер, но не смогла принять участие из-за занятости. Также был заявлен Джоэл МакХейл, но выбыл. Леди Гага сделала заранее записанное появление, чтобы продвинуть благотворительный фонд «Exploring the Arts», который поддерживает Болдуин. Пол Анка, автор песни «My Way», появился в конце, чтобы спеть песню вместе с Болдуином. Джефф Росс был исполнительным продюсером этого шоу. |                        | 15 сентября 2019 |

## Отменённые программы
В 2008 году в «прожарке» планировалось участие музыканта Вилли Нельсон, программа должна была совпасть с выпуском его бокс-сета «One Hell of a Ride», но в итоге шоу отменили.
О «прожарке» для музыканта Кида Рока было объявлено в ноябре 2010 года, программу планировалось провести в январе 2011 года, но позже Кид был заменён на Дональда Трампа. «Прожарка» же Рока была перенесена на август 2011 года, но вновь не состоялась, вместо этого «прожарили» Чарли Шина. Обе «прожарки» Кида Рока были отменены, как сообщается, из-за желания Рока провести шоу в его родном городе Детройте, на что не согласились «Comedy Central».

## Международные «прожарки»
Первой международной «прожаркой» стал эфир на «Comedy Central» Новой Зеландии 15 декабря 2010 года. «Прожаренным» был известный комик Майк Кинг. Также в Новой Зеландии «прожарили» бывшего игрока в регби, ныне комментатора Мюррея Мекстеда и экс-Мисс Вселенная Лоррэйн Даунс.
На «Comedy Central Africa» 11 сентября 2012 года «прожарили» южно-африканского исполнителя, актёра и автора песен Стива Хофмейера, роастмастером был комик Тревор Ной.
В мае 2013 года на «Comedy Central Latin America» «прожарили» мексиканского комика Эктора Суареса, ведущим шоу был его сын Эктор Суарес Гомис.
В апреле 2014 года на «Comedy Central Africa» состоялась вторая «прожарка», в этот раз героем шоу стал южно-африканский бизнесмен Кенни Кунене. Роастмастером был британский комик Джимми Карр, также в шоу участвовали местные знаменитости, включая комиков Джона Влисмаса и Туми Мораке, светские личности Ханйи Мбау и Сомизи Млонго, телеведущий Динео Ранака, бывший хозяин радио OFM (South Africa) Риан ван Хеерден, музыканты Пи-Джей Пауэрс и Джек Пароу.
В 2014 году на испанском «Comedy Central» состоялась первая «прожарка» с Сантьяго Сегура. В 2015 году был «прожарен» Эль Гран Вайоминг.
В 2016 году на нидерландском «Comedy Central» состоялась «прожарка» Гордона Хюкерота. Шоу было организовано Йоргеном Райманном, а «прожарщиками» были Питер Паннекук, Эрик де Цварт, Бобби Иден, Сандер Лантинья, Софи Хилбранд, Эрланд Гальярд, Стивен Брюнсвийк a.k.a. BraboNeger (из семьи Ронни Брюнсвийка) и Бриджет Маасланд.
27 февраля 2016 году на Первом канале состоялась «прожарка» Дмитрия Нагиева. Ведущим был Стас Ярушин, в роли «прожарщиков» выступили Сергей Жилин, Николай Фоменко, Стас Костюшкин, Лариса Гузеева и Анна Хилькевич. Также была анонсирована прожарка Сергея Шнурова, но из-за низкого рейтинга первого выпуска программа не вышла в эфир. Однако выпуск выложен в сеть.
В 2018 году на телеканале ТНТ4 вышла программа «Прожарка». В ней в роли прожарщиков выступили российские стендап комики, а ведущим стал Илья Соболев.

## Награды и номинации
| Год  | Премия                       | Категория                                                        | Номинированная работа    | Результат | Прим.  |
| ---- | ---------------------------- | ---------------------------------------------------------------- | ------------------------ | --------- | ------ |
| 2007 | Прайм-таймовая премия «Эмми» | Лучшее специальное варьете, музыкальная или комедийная программа | Поджарка Уильяма Шетнера | Номинация | [ 50 ] |